# جاكوب يوهانسون (لاعب هوكي الجليد)
جاكوب يوهانسون (بالسويدية: Jakob Johansson)‏ هو لاعب هوكي الجليد سويدي، ولد في 3 يناير 1979 في Glimåkra ‏ في السويد.

## وصلات خارجية
- جاكوب يوهانسون على موقع EliteProspects.com (الإنجليزية)
- جاكوب يوهانسون على موقع HockeyDB.com (الإنجليزية)